# Коэн, Изхар
Изхар Коэн (ивр. יזהר כהן‎, род. 13 марта 1951, Гиватаим) — израильский эстрадный певец и актёр, родился в музыкальной семье выходцев из Йемена. Первый израильтянин, выигравший конкурс песни Евровидение (в 1978 году)  с песней «А-Ба-Ни-Би», исполненной им совместно с группой «Alphabeta». По прибытии в Тель-Авив был встречен как национальный герой. Англоязычная версия песни достигла четвёртого места в швейцарском и девятого — в шведском хит-парадах. Вновь представлял Израиль на Евровидении в 1985 году, заняв с песней «Ole ole» пятое место. Также участвовал в национальных отборочных турах к конкурсам Евровидение в 1982 и 1996 годах. Работал актёром в театре Хайфы.
На конкурсе песни Евровидение 2019 года в Тель-Авиве был глашатаем своей родной страны.

## Начало пути
Изхар Коэн родился в музыкальной семье выходцев из Йемена, проживающей в проблемном районе Тель-Авива Гиват-Амаль Б, в 50-е годы не подключенном к муниципальной сети водоснабжения и электричества и не имеющего асфальтированных дорог.
Детство будущего первого израильского победителя на Евровидении прошло в Гиватаиме. Его отец Шломо Коэн (1921—2009) был певцом, известным как Сулейман Великий. Четверо детей вслед за отцом стали певцами, самым популярным стал Изхар. Вместе со своей женой Сарой Сулейман возил свой семейный ансамбль с концертами по Израилю и за границу. Изхар присоединился к семейному ансамблю в возрасте пяти лет, он аккомпанировал отцу и матери на аккордеоне.

## 70-е. Израильские фестивали песни. Евровидение
В 18 лет в израильской армии Изхар Коэн попал в военный оркестр Цевет хавай ха-Нахаль, где в 70-е стал солистом. Песни в его исполнении имели успех на израильском радио.
После демобилизации в 1972 году записал песню «англ. Illusions» (Иллюзии) на английском языке, пытаясь пробиться в мировые чарты.
В 1976 году вышел первый альбом Изхара Коэна под названием «Спасенные мечты» (песни «Другой Иерусалим», «Иллюзии», «Одиночество» и другие).
Когда автор музыки песни «А-Ба-Ни-Би» Нурит Хирш искала исполнителя для Израильского фестиваля песни 1978 года, служившего тогда отбором для Евровидения, она остановила свой выбор на Изхаре Коэне, пояснив: 
В этом есть что-то свежее и молодое!
Песня с элементами диско, которое находилось на пике своего развития в то время, заняла первое место на израильском фестивале, победив 12 других конкурентов, оставшихся в рамках баллады или рок-н-попа.
И хотя «Певцом года» 1978  в ежегодном рейтинге израильских песен на иврите стал Цвика Пик, а сочиненная им песня «Собран тишрей» (ивр. נאסף תשרי‎, «Неэса́ф тишре́й») лидировала в рейтинге, представлять Израиль на «Евровидении» 1978 поехал Изхар Коэн с группой Alphabeta и песней «А-Бa-Ни-Би» на музыку Нурит Хирш и слова Эхуда Манора. Общая оценка песни на Евровидении составила 157 баллов, принеся Израилю победу и право провести Евровидение в Иерусалиме в 1979 году. Когда стало ясно, что Израиль выиграет конкурс, Иордания прервала трансляцию, а через день объявила песню из Бельгии, занявшую второе место, победительницей.  После победы на Евровидении  Изхар Коэн и группа Alphabeta отправилась в годовое турне по разным странам Европы. В 1978 году совместно с группой Alphabeta был записан международный альбом «Займись любовью».

## Последующая карьера
В 1982 году с песней «Эль хаор» («К свету») с Яарит Бен-Яаков, дочерью Шимрита Ора пытался победить в израильском национальном отборе на Евровидение («Кдам-Евровизион»), но завоевал только 7-е место, успех пришёл в 1985 году, когда выиграл «Кдам-Евровизион» с песней «Оле оле» («Восхождение»), которая заняла 5-е место на Евровидении 1985 в Швеции. В этом же году был записан второй студийный (третий с учётом международного) альбом «Обещание».
В 1987 году вместе с сестрой Вардиной участвовал в «Кдам-Евровизион» с песней «Музыка — это поцелуй навсегда», но дуэт занял лишь пятое место и выпустил свой третий альбом «Перекрёсток» ( четвёртый по счёту с учётом международного). В 1988 году был выпущен четвёртый альбом «Изхар». 
В 1989 году Изхар написал песню «Швиль хазахав» («Золотая тропа») для своей сестры Вардины, но на Евровидение поехал Шайке Пайков. Изхар снова вернулся на «Кдам-Евровизион»1996  с песней «Альпаим» («Две тысячи»), но потерпел поражение на 9-м месте.
В 1993 году Изхар Коэн выпускает пятый альбом «Коснись воды, коснись ветра».
Коэн был актером Хайфского театра.  Он владеет ювелирным магазином на улице Дизенгоф в Тель-Авиве.

## Личная жизнь
C ивент-продюсером Дианой Царфати воспитывает дочь . Живёт в Тель-Авиве.

## Дискография

### Студийные альбомы
- Спасенные мечты (1976)
- Займись любовью (с Alpha Beta Band) (1978) [международный]
- Обещание (1985)
- Перекресток (1987)[ивр.]
- Изхар (1988)
- Коснись воды, коснись ветра (1993)
- Израильская легенда (2000 - тройной кавер-альбом)

### Сборники
- хиты (1978)
- Золотые хиты (Часть I) (1989)